# Hohenbuehelia barbatula
Hohenbuehelia barbatula är en svampart som beskrevs av Berk. & Cooke 1970. Hohenbuehelia barbatula ingår i släktet Hohenbuehelia och familjen musslingar.   Inga underarter finns listade i Catalogue of Life.